# Brindle
Brindle is een civil parish in het bestuurlijke gebied Chorley, in het Engelse graafschap Lancashire met 978 inwoners.